# Жан VIII дьо Бурбон-Вандом
Жан II дьо Бурбон-Вандом (на френски: Jean II de Bourbon; * 1428, † 6 януари 1477) е 2-ри граф на Вандом (под името Жан VIII) и господар на Мондубло, Епернон и Ремаланд от 1446 г.

## Произход
Той е син на граф Луи I дьо Бурбон-Вандом (* 1375/1376, † 1446), 1-ви граф на Вандом (1393 – 1446), Велик камерхер на Франция от 1408 г., Главен разпоредител на френския двор (1413 – 1415 и 1425 – 1446), титулярен граф на Шартър от 1425 г., френски военачалник, генерал-лейтенант на Шампан, Бри и Пикардия (1413 – 1415), генерал-лейтенант на Шартър, Бос и Вандомоа, родоначалник на клона Бурбон-Вандом, и на съпругата му Жана дьо Лавал (* ?, † 1468), господарка на Шампзильон и на Миские.
Той е 6-то поколение потомък по мъжка линия на крал Свети Луи и прапрадядо също по мъжка линия на френския крал Анри IV, както и прадядо на Катeринa Медичи.
Има две сестри, починали като малки: 
- Екатерина (*1425)
- Габриела (* 1426)

Има и един полубрат от извънбрачна връзка на баща му.

## Биография
След смъртта на баща си през 1446 г. Жан наследява неговите владения и титли.
В 1454 г. той се жени за Изабел дьо Бово, произхождаща от знатния род Бово. Благодарение на този брак Жан получава сеньориите Шампини и Ла Рош сюр Йон.
По време на Стогодишната война Жан, както и неговият баща Луи, е поддръжник на краля на Франция Шарл VII. Той е в състава на армията, която командва Жан дьо Дюноа, като участва в сраженията против англичаните в Нормандия и Гиен.
Той за първи път приветства крал Шарл VII през март 1448 г. в неговия замък Лаварден за обсадата на Льо Ман. През 1458 г. той приема крал за втори път, този път във Вандом, когато Шарл провежда процес за държавна измяна против херцога на Алансон Жан II, обвинен в измяна в полза на англичаните.
През 1465 г. се разразява метеж на френската аристокрация против крал Луи XI. Възглавяват го братът на краля, херцог Шарл дьо Бери, и херцогът на Бургундия Шарл Дръзки. Жан при това съхранява верността към краля. На 16 юли той взема участие в битката при Монлери, завършила с разгром на кралската армия. Въпреки това кралят не оценява предаността на Жан, в резултат на което той се разочарова от кралската служба и се оттегля в своите владения.
В последните години основно местожителство на графа е замъкът Лаварден (Лаварден, съвременен окръг Вандом). За това време строителството на замъка е завършено. Той прави много за град Вандом: 
- Реконструкцира Капела „Сен-Жак“ през 1452 г.
- Предоставя на града вратата на Сен Жорж, след това собствеността върху рововете (с отговорността да ги пази и поддържа, както и стените)
- Основава църквата на Мария Магдалена през 1474 г., която става енорийска църква през 1487 г.

Жан умира през 6 януари 1477 г. в замъка Лаварден и е погребан в църквата „Сен Жорж“ във Вандом. Наследен от големия си син Франсоа дьо Бурбон-Вандом.

## Брак и потомство
∞ 9 ноември 1454 в Анже за Изабела дьо Бово (* ок. 1436, † 1474), господарка на Шампини и на Ла Рош сюр Йон, дъщеря на Луи I дьо Бово, господар на Бово, на Сермез в Анжу и на Ла Рош сюр Йон, сенешал на Анжу, и на Маргарита дьо Шамбли. Имат 8 деца:
- Жана дьо Бурбон-Вандом (* 1460, † 1477), господарка на Рошфор; ∞ 1478 за Луи дьо Жоайез (* ок. 1450, † 4 март 1498), граф на Шартър, господар на Бутеон, Банзак, Сен Жание, Рошфор, Ла Рош сюр Йон и Шампини.
- Катерина Благочестива (* 1462, † сл. 1525); ∞ 20 август 1484 за Жилбер дьо Шабан (* ок. 1439, † 1493), барон на Рошфор, сенешал на Лимузен и Гиен.
- Жана дьо Бурбон-Вандом Красивата (* 1465, † 22 януари 1511); ∞ 1. 12 април 1487 за Жан II дьо Бурбон Добрия (* 1426, † 1 април 1488), херцог на Бурбон; 2. Жан IV дьо Ла Тур д'Оверн (* 1467, † 28 март 1501), граф на Оверн.
- Рене дьо Бурбон-Вандом (* 1468, † 8 ноември 1534), игуменка в Кана (1490), игуменка в Кралско абатство „Нотър Дам дьо Фонтъвро“ (1491).
- Франсoa дьо Бурбон-Вандом (* 1470, Вандом, † 30 октомври 1495, Верчели), 3-ти граф Вандом от 1477 г., господар на Епернон; ∞ 8 септември 1487 за Мария Люксембургска-Сен Пол (* 1472, Люксембург, † 1 април 1547, Ла Фер), графиня на Сен Пол, на Марл и на Соасон от 1482 г., от която има четирима сина и две дъщери.
- Луи дьо Бурбон-Вандом (* 1473, † 10 ноември 1520), принц на Ла Рош сюр Йон, граф на Монпансие (по право на жена му Луиза дьо Бурбон, графиня (херцогиня) на Монпансие, дофина на Оверн, † 1561) от 1504 г.
- Шарлота дьо Бурбон-Вандом (* 1474, † 14 декември 1520); ∞ за Анжилбер дьо Клев (* 1462, † 1506), граф на Невер и на Йо.
- Изабела дьо Бурбон-Вандом (* 1475 , † 12 юли 1531), игуменка на Абатството на Дамите на Кан.

Има един извънбрачен син от Филипин дьо Гурне:
- Жак (* 1455, † 1524), губернатор на Валоа, барон на Лини; ∞ 1505 за дама Жана дьо Рюбампре, оттук и корена на Бурбон-Лини-Рюбампре (Дом Бурбон-Лини),

Има един извънбрачен син от Гийон Пение:
- Луи (* 1484, † 1510), епископ на Авранш